# Іст-Дір Тауншип (округ Аллегені, Пенсільванія)
Іст-Дір Тауншип (англ. East Deer Township) — селище (англ. township) в США, в окрузі Аллегені штату Пенсільванія. Населення — 1490 осіб (2020).

## Демографія
Згідно з переписом 2010 року, у селищі мешкало 1500 осіб у 703 домогосподарствах у складі 383 родин. Було 815 помешкань
Расовий склад населення:
| - 95,6 % — білих - 1,9 % — чорних або афроамериканців - 0,6 % — азіатів |

До двох чи більше рас належало 1,9 %. Частка іспаномовних становила 0,1 % від усіх жителів.
За віковим діапазоном населення розподілялося таким чином: 18,9 % — особи молодші 18 років, 64,3 % — особи у віці 18—64 років, 16,8 % — особи у віці 65 років та старші. Медіана віку мешканця становила 42,8 року. На 100 осіб жіночої статі у селищі припадало 93,8 чоловіків;  на 100 жінок у віці від 18 років та старших — 88,5 чоловіків також старших 18 років.
Середній дохід на одне домашнє господарство  становив 56 690 доларів США (медіана — 46 080), а середній дохід на одну сім'ю — 69 196 доларів (медіана — 58 036). Медіана доходів становила 46 667 доларів для чоловіків та 31 250 доларів для жінок. За межею бідності перебувало 10,7 % осіб, у тому числі 14,9 % дітей у віці до 18 років та 13,0 % осіб у віці 65 років та старших.
Цивільне працевлаштоване населення становило 781 особа. Основні галузі зайнятості: освіта, охорона здоров'я та соціальна допомога — 28,6 %, роздрібна торгівля — 15,1 %, виробництво — 14,3 %.